# Bataille de Lutos
Reconquista
Batailles
- Covadonga (722)
- Burbia (791)
- Lutos (794)
- Barcelone  (801)
- Clavijo (844)
- San Esteban de Gormaz  (917)
- Simancas (939)
- Barcelone (985)
- Torà (1006)
- Barbastro (1064)
- Sagrajas (1086)
- Alcoraz (1096)
- Bairén (1097)
- Consuegra (1097)
- Uclès (1108)
- Croisade norvégienne (1108-1109)
- Valtierra (1110)
- Congost de Martorell (1114)
- Cutanda (1120)
- Fraga (1134)
- Oreja (1139)
- Ourique (1139)
- Coria  (1142)
- Santarém  (1147)
- Lisbonne  (1147)
- Santarém  (1184)
- Alarcos (1195)
- Al-Damus  (1210)
- Las Navas de Tolosa (1212)
- Majorque  (1229)
- Jerez (1231)
- Puig de Cebolla (1237)
- Séville (1247-1248)
- Salé (1260)
- Révolte mudéjar  (1264-1266)
- Écija (1275)
- Algésiras  (1278-1279)
- Moclín  (1280)
- Gibraltar  (1309)
- Gibraltar  (1315)
- Gibraltar  (1333)
- Tarifa / Río Salado (1340)
- Algésiras  (1342-1344)
- Gibraltar  (1349-1350)
- Gibraltar  (1411)
- Ceuta (1415)
- La Higueruela (1431)
- Campagne de Grenade (1482-1492) : Lucena - Grenade

La bataille de Lutos a eu lieu dans l'année 794 quand l'émir de Cordoue, Hicham Ier de Cordoue a envoyé des incursions militaires contre le Royaume des Asturies sous le commandement des frères Abd al-Karim ibn Abd al-Walid ibn Mugaith et Abd al-Malik ibn Abd al-Walid ibn Mugaith.

## Déroulement
Abd al-Karim a mené une Politique de la terre brûlée d'agression contre les terres d'Alava tandis que son frère, Abd al-Malik a dirigé ses forces dans le cœur du royaume asturien sans rencontrer de résistance significative en dehors de la ville d'Oviedo,où il a détruit une grande partie de la campagne, y compris les églises construites par Fruela Ier des Asturies .
À leur retour à Al-Andalus, dans la vallée de Camino Real del Puerto de la Mesa, ils ont été mis en déroute par le roi Alphonse II des Asturies et les forces sous son commandement. Les forces asturiennes ont tenu une embuscade à l'armée musulmane dans une partie de la vallée près de Grado (Asturies).
La bataille a abouti à une victoire des Asturies et la majorité de l'armée musulmane a été anéantie. Abd al-Malik a été tué dans la bataille.